# Pyrinia
Pyrinia là một chi bướm đêm thuộc họ Geometridae.

## Loài
- Pyrinia elfina (Warren, 1894) Brasil
- Pyrinia fulvata Warren, 1894
- Pyrinia gallaria (Walker, 1860) Rio de Janeiro, Brasil
- Pyrinia icosiata Walker, 1860 Tefé & Amazonas, Brasil
- Pyrinia incensata Walker, 1863 Pará, Brasil
- Pyrinia mimicaria (Walker, [1863]) Pará, Brasil
- Pyrinia resignata (Guenée, 1857) Brasil
- Pyrinia rutilaria Hübner, 1818 Suriname
- Pyrinia sabasia Schaus, 1927 São Paulo, Brasil
- Pyrinia signifera Warren, 1894 Rio de Janeiro, Brasil